# Onukia flavifrons
Onukia flavifrons är en insektsart som beskrevs av Matsumura 1912. Onukia flavifrons ingår i släktet Onukia och familjen dvärgstritar. Inga underarter finns listade i Catalogue of Life.